# Вальяно, Николай Константинович
Николай Константинович Вальяно (29 апреля [12 мая] 1903 — 5 сентября 1980) — советский театральный актёр, один из ведущих актёров Государственного академического театра драмы им. А. С. Пушкина (1929—1980, с перерывом в 1937-1939 годах), Народный артист РСФСР (14 марта 1974 года).

## Биография
Николай Вальяно родился 29 апреля (12 мая) 1903 года в Ставрополе-Кавказском (ныне город Ставрополь, центр Ставропольского края Российской Федерации). С 1912 по 1921 год учился в Ставропольской единой трудовой школе, в последних классах которой он был привлечён к комсомольской работе. С 1920 года он трудился секретарем Ставропольского Уездного Комитета РКСМ. В марте 1923 года Вальяно устроился заведующим Центральным рабочим клубом Губпрофсовета в Ставрополе, но уже в декабре того же года вернулся на комсомольскую работу, став управляющим делами Ставрополького губкома РКСМ.
В 1924 году Вальяно вместе с родной сестрой Марией переехал в Ленинград и устроился на работу инспектором Центральной кассы «Соцстраха» в Ленинграде. В 1926 году он поступил на учёбу в Ленинградский техникум сценических искусств, продолжая работать в структурах «Соцстраха». Работа Вальяно была отмечена положительно, и уже в 1927 году он был назначен инспектором областной кассы «Соцстраха» в Ленинграде. В августе 1928 года вступил в ВКП(б).
С 1929 года, по окончании Ленинградского техникума сценических искусств, Вальяно трудился артистом Ленинградского Молодого театра. В течение двух лет работы в этом театре он более 500 раз сыграл Швейка в инсценировке романа Ярослава Гашека «Похождения бравого солдата Швейка».
В 1931 году, во многом благодаря помощи родной сестры Марии Константиновны, Николай Вальяно был принят артистом в труппу Академического театра имени А. С. Пушкина. Также, учитывая его большой комсомольский опыт, в том же году его избирают секретарём парткома театра.
В 1937 году Николай Вальяно был арестован, содержался во внутренней тюрьме на ул. Шпалерной, дом 25. Он был включён в «расстрельный список», но ему удалось спастись от гибели. По одной, полулегендарной версии ему удалось выбросить из окна «столыпинского» вагона записку, которую передали известному артисту Николаю Черкасову, и тот, будучи депутатом Верховного Совета СССР добился его освобождения. По другой, менее эффектной, но более достоверной версии, освобождению Николая Вальяно, способствовала Екатерина Павловна Корчагина-Александровская. Так или иначе, но уже в конце 1939 года он был отпущен на свободу ввиду полной реабилитации.
После освобождения в 1940 году вернулся на сцену театра имени Пушкина, в котором продолжал работать до самой смерти.
Николай Вальяно скончался 5 сентября 1980 года в Ленинграде. Был похоронен на Богословском кладбище.

## Семья
- Старшая сестра — Мария Константиновна Вальяно (1896 — 11 марта 1969 года) — первая в истории России женщина — военный прокурор, участница красного террора на Ставрополье, одна из самых активных и деятельных ставропольских сотрудников ГУП ЧК, комиссар просвещения Ставропольского края.

## Творческая деятельность

### Роли в театре

#### Ленинградский Молодой театр
- 1929 — «Похождения бравого солдата Швейка» Я. Гашека — Швейк

### Ленинградский академический театр драмы им. А. С. Пушкина
- 1946 — «За тех, кто в море» Б. А. Лавренёва — Клобуков, инженер, капитан-лейтенант
- 1947 — «Школа злословия» Р. Шеридана — Крэбтри
- 1947 — «Жизнь в цвету» А. П. Довженко — Буренкин, почтальон
- 1952 — «Пигмалион» Б. Шоу — Альфред Дулитл
- 1954 — «Они знали Маяковского» В. Катаняна — Савелий Кузьмич
- 1955 — «Оптимистическая трагедия» В. В. Вишневского — Главарь пополнения анархистов
- 1956 — «Второе дыхание» А. А. Крона — Мирзаян, командир гвардейского корабля
- 1962 — «Маленькие трагедии» А. С. Пушкина — Лепорелло («Каменный гость»)
- 1964 — «Мария Тюдор» В. Гюго — Джошуа Фарнеби
- 1965 — «Встреча» Ж. Робера — Вандам
- 1968 — «Антигона» Софокла. Режиссер: Д. А. Алексидзе — Страж
- 1968 — «Много шуму из ничего» У. Шекспира — Клюква
- 1970 — «Час пик» Е. Ставинского — Филлони, итальянец
- 1970 — «Мария» А. Д. Салынского — Яблоков
- 1974 — «Похождения Чичикова, или Мёртвые души» по Н. В. Гоголю — Почтмейстер
- 1977 — «Пока бьётся сердце» Д. Я. Храбровицкого — Пересветов

### Роли в кино
- 1935 — Граница — Борис
- 1936 — Искатели счастья — Лева — сын Двойры
- 1955 — Они знали Маяковского (фильм-телеспектакль) — Савелий Кузьмич
- 1962 — Женихи и Ножи — Василь Егорыч (новелла «Ножи»)
- 1965 — Большая кошачья сказка (фильм-телеспектакль) — Начальник полиции
- 1966 — Три толстяка — канцлер
- 1967 — Операция "Трест" — эпизод
- 1972 — Земля, до востребования — следователь Пичирилло
- 1976 — Сентиментальный роман — директор кафе

## Награды и звания
- Народный артист РСФСР (14 марта 1974 года)
- Заслуженный артист РСФСР (11 января 1947 года)
- медаль «За оборону Ленинграда»  (12 января 1946 года)
- медаль «За доблестный труд в Великой Отечественной войне 1941—1945 гг.» (22 июня 1946 года)
- медаль «В память 250-летия Ленинграда» (1957)